# Victoria Itodo
Victoria Itodo (ur. ?) – nigeryjska lekkoatletka specjalizująca się w skoku o tyczce.

## Osiągnięcia
- wielokrotna mistrzyni kraju

## Rekordy życiowe
- skok o tyczce - 3,20 (2007) rekord Nigerii wyrównany w 2009 przez Maureen Williams